# Acer insulare
Acer insulare é uma espécie de árvore do gênero Acer, pertencente à família Aceraceae.